# آرثر كاكولي
آرثر ألفيس نيفيس (بالبرتغالية: Arthur Alves Neves‏) المعروف باسم آرثر كاكولي (بالبرتغالية: Arthur Caculé‏) (مواليد 18 أبريل 1992 في كاكولي، البرازيل) هو لاعب كرة قدم برازيلي يجيد اللعب في مركز الوسط المهاجم. يلعب حاليا لصالح سيرغيبي أراكاغو البرازيلي منذ 2022.

## روابط خارجية
- آرثر كاكولي على موقع قاعدة بيانات كرة القدم.إي يو (الإنجليزية)